# Оленино (озеро)
Оленино (фин. Suuri Hassinlampi) — озеро на территории Плодовского сельского поселения Приозерского района Ленинградской области.

## Общие сведения
Площадь озера — 0,7 км². Располагается на высоте 18,8 метров над уровнем моря.
Форма озера лопастная, продолговатая: вытянуто с северо-запада на юго-восток. Берега каменисто-песчаные, преимущественно возвышенные.
Из северо-западной оконечности озера вытекает безымянный ручей, втекающий в Комсомольское озеро.
Ближе к юго-восточной оконечности озера расположен один небольшой остров без названия.
С северо-востока вдоль озера проходит дорога местного значения 41К-154 («Торфяное — Отрадное — Заостровье»).
Название озера переводится с финского языка как «большое забавное озеро».
Код объекта в государственном водном реестре — 01040300211102000012578.